# Stade Français (Fußball)

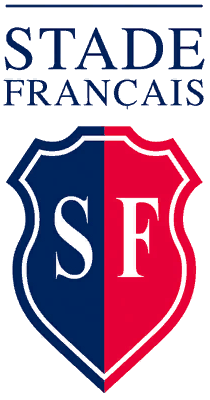
Logo

Stade Français aus Paris ist einer der ältesten Sportvereine Frankreichs und wurde 1883 gegründet. Die Vereinsfarben sind Blau und Rot.
In den ersten Jahren seiner Existenz wurde vor allem Rugby als Ballsportart betrieben, weshalb die offizielle Gründung einer Fußball-Abteilung erst 1900 erfolgte.

## Geschichte
Stade Français trat nach seiner Gründung dem bis dahin einzigen Fußballverband, der Union des Sociétés Françaises des Sports Athlétiques (USFSA), bei, der ab 1898 einen Championnat de France genannten Landesmeisterwettbewerb durchführte. Diesen Wettbewerb dominierten bis zum Ersten Weltkrieg Mannschaften aus dem Großraum Paris (insbesondere Standard AC, Racing Club de France und Club Français), dem nördlichen Kohlenrevier (Olympique Lille, RC Roubaix und US Tourcoing) und der Region am Ärmelkanal (Le Havre AC); nur vereinzelt wurde diese Dominanz durch Klubs aus dem Süden (Stade Helvétique Marseille) durchbrochen.

1908 stieg Stade Français in die höchste Pariser Liga auf und konnte darin auf Anhieb den ersten Platz belegen. In den sich anschließenden Endrundenspielen gegen die Titelträger der anderen Regionen Frankreichs stellte dann allerdings schon der bretonische Meister aus Saint-Servan eine zu hohe Hürde für den Neuling aus der Hauptstadt dar. In dieser Zeit trug er seine Spiele im Vélodrome de la Seine von Levallois bzw. in der Faisanderie im Park von Saint-Cloud, beide im Pariser Westen gelegen, aus.
Nach Gründung des einheitlichen Fußballverbandes FFF (1919) machte Stade Français wiederholt im seit 1917/18 ausgetragenen Pokalwettbewerb auf sich aufmerksam und 1932 erreichte er das Finale der Coupe Sochaux, einer hochwertig besetzten, aber bloß inoffiziellen Landesmeisterschaft – zu einem Titelgewinn reichte es jedoch in keinem dieser Wettbewerbe. Immerhin hatte Stade Français bereits in diesen Jahren etliche Nationalspieler in seinen Reihen. Bei Einführung eines landesweiten, professionellen Ligabetriebes (1932) entschied sich der Klub dennoch für den Amateurbereich.
Nach dem Zweiten Weltkrieg hatte der Verein Ambitionen, auch im Profifußball ganz oben mitzuspielen, investierte dazu beträchtliche Summen in namhafte Akteure (siehe unten, Bekannte Spieler) und trug seine Heimspiele im Parc des Princes aus, doch die Erfolge standen in keiner vernünftigen Relation zum betriebenen Aufwand: Besseres als zwei 5. Plätze in der höchsten Spielklasse Anfang der 1950er Jahre sprang nicht dabei heraus. Ein zweiter Versuch, den Verein in der nationalen Spitze zu etablieren, führte 1985 zum finanziellen Fiasko. Seither hat der Name Stade Français nur noch im Rugby und im Volleyball einen guten Klang; die Fußballer hingegen bewegen sich heute hart an der Grenze zum Freizeitsport.

### Namensänderungen des Vereins
Als Stade Français trat der Klub 1900–1942, 1943/44, 1945–1948, 1968–1981 und erneut seit 1985 an. Dazwischen trug er aufgrund zeitweiliger Fusionen u. ä. auch folgende Namen:
- Stade-CAP (1942/43)
- Stade Paris-Capitale (1944/45)
- Stade Red Star (1948–1950)
- Stade Français FC (1950–1966)
- Stade de Paris FC (1966–1968)
- Stade Français 92 (1981–1985)

## Ligazugehörigkeit und Erfolge
Profistatus besaß Stade Français 1942–1968 und 1981–1985, erstklassig (Division 1, seit 2002 in Ligue 1 umbenannt) spielte der Klub 1946–1951, 1952–1954 und 1959–1967.
- Französischer Meister: ---
- Französischer Pokalsieger: --- (Halbfinalist 1926, 1928, 1946, 1949 [als Stade Red Star], 1965)
- Finalist der Coupe Sochaux (1932)
- Landesmeister des Championnat de France der USFSA: --- (1909 Meister der Liga von Paris)

## Bekannte Spieler in Vergangenheit und Gegenwart
- Französische Nationalspieler
Die Zahl der Länderspiele für Stade Français und der Zeitraum dieser internationalen Einsätze sind in Klammern angegeben
  - Henri Arnaudeau (3, 19501951) 3 weitere Länderspiele für einen anderen Verein
  - Larbi Ben Barek (12, 1945–1948, erzielte dabei 2 Tore) weitere 5 Länderspiele für einen anderen Verein
  - Georges Carnus (6, 1963–1967) weitere 30 Länderspiele für 2 andere Vereine
  - Raoul Chaisaz (2, 1932)
  - Robert Dauphin (15, 1925–1929, erzielte dabei 1 Tor)
  - Edmond Delfour (3, 1929) 38 weitere Länderspiele für 2 andere Vereine
  - Jacques Dhur (1, 1927)
  - Marcel Domingo (1, 1948)
  - Jean Grégoire (10, 1947–1950)
  - André Grillon (12, 1946–1949) 3 weitere Länderspiele für einen anderen Verein
  - Louis Hon (12, 1947–1949)
  - André Lerond (15, 1959–1963) 16 weitere Länderspiele für einen anderen Verein
  - Maryan Synakowski, genannt Maryan (1, 1965) 12 weitere Länderspiele für zwei andere Vereine
  - Jules Monsallier (1, 1928) 2 weitere Länderspiele für 2 andere Vereine
  - Henri Pavillard (14, 1928–1932, schoss dabei ein Tor)
  - Robert Péri (1, 1965) 2 weitere Länderspiele für einen anderen Verein
  - Pierre Ranzoni (1, 1949) 1 weiteres Länderspiel für einen anderen Verein
  - Yvon Ségalen (3, 1929)
  - Henri Skiba (2, 1961) 1 weiteres Länderspiel für einen anderen Verein
  - Édouard Stachowitz, genannt Stako (2, 1962–1964, schoss dabei ein Tor) 1 weiteres Länderspiel für einen anderen Verein
  - Jacques Wild (8, 1927–1929)
- Andere
Die Zeit ihrer Verpflichtung bei Stade Français ist in Klammern angegeben
  - Alfred Aston (1947/48)
  - Dominique Colonna (1949–1955)
  - Norbert Eschmann (1960–1963)
  - Helenio Herrera (1945–1948, Spielertrainer)
  - Egon Jönsson (1950–1954)
  - István Nyers (1946–1948)
  - Philippe Pottier (1961–1966)
  - François Stasiak (1958–1967)
  - Joseph Ujlaki (1947/48)
  - Simon Zimny (1958–1960)